# 富田芳郎
富田芳郎（1895年4月8日—1982年1月8日），日本地理學家，出生於北海道札幌市。

## 生平

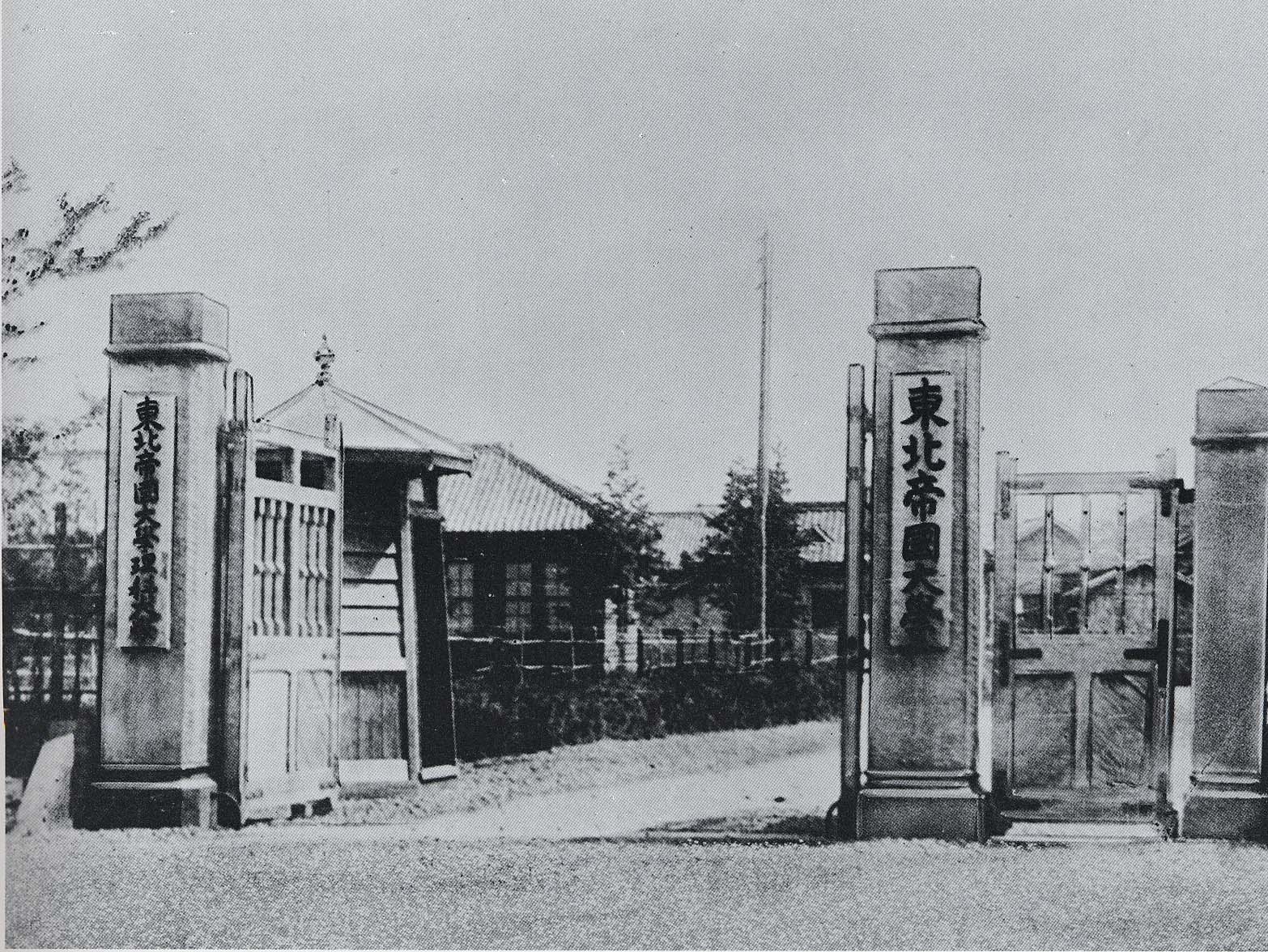
1913年拍攝的校門照片。富田芳郎畢業於東北帝國大學，自台灣返回日本後，其母校已更名東北大學。

1915年就讀東京高等師範學校（現筑波大學）理科三部，專攻博物學與地理學。向自然地理學的山崎直方、辻村太郎，地質學的大關久五郎，人文地理學的內田寬一學習。1918年畢業，任教於東京女子高等師範學校附屬小學三年。
1921年進入日本東北帝國大學理學院地質學科就讀，畢業研究為《新潟油田的地質構造與油砂的研究》。1924年畢業，於該校1923年創立的法律與人文社會學院擔任專攻地球物理學的田中館秀三的助理。田中館秀三的知識淵博，其專業領域涉及地質學、海洋學、湖沼學等地理學的次領域。
1925年進入奈良女子高等師範學校（現奈良女子大學）任教。1929年日本地理學會於奈良女子高等師範學校舉辦，當時，富田芳郎與山田直方在地形學領域上談話。
1931年，來到台北帝國大學（現台灣大學）任教。在台北帝國大學研究，提交《台灣的地形演變》，論文審查為早坂一郎教授。當時在台北帝國大學，國土地理院的地圖使用有嚴格的規定，因其被視為是軍事機密。1936年至1938年之間，早坂一郎提議從日本學術振興會取得研究經費，開始進行「台灣的地質結構研究」等相關研究。成為富田芳郎的論文基礎。
1947年12月離開台灣，隔年至母校，東北大學理學院地理學系任職。之後，於日本大學文理學院地理學系，以及國士館大學文學院地理學系擔任教授。此外，也成為日本地理學會會長，及該學會的名譽會員。
1972年出版《台灣地形發育史研究》。

## 對台灣的貢獻
富田芳郎為台灣聚落地理學、地形學帶來貢獻。著有〈台灣地形發育史研究〉、與研究台灣漢人的傳統聚落形式的〈臺灣聚落之研究〉等論文。在地形學方面，與鹿野忠雄等學者共同研究台灣高山冰斗。同時，也在學術刊物《台灣地學記事》發表許多關於台灣地形的研究。
在1930年代，富田芳郎對台灣各地村落做田野調查，提出了台灣聚落有著「北部多散村，南部多集村」的特性。後來，根據這種特性也沿用至今，並列入台灣地理的教材及考題當中。